# Pierre Lazareff
Pierre Lazareff (Párizs, 1907. április 16. – Neuilly-sur-Seine, 1972. április 24.) francia újságíró, az ELLE magazin társalapítója.

## Életpályája
Akárcsak felesége, ő is orosz izraelita származású, de Franciaországban született, és ott nevelkedett. Pierre Lazareff 14 évesen írta meg első cikkét a The People című napilapban. 17 évesen saját hetilapot indított Illusion néven. Művészeti vezetője volt a Moulin Rouge-nak, és tíz másik párizsi színháznak is dolgozott. Lánya Michèle Rosier újságíró, aki 1930-ban született. Lazareff 1931-ben a Paris-Evening lapigazgatója lett. 
1940-ben családjával a német megszállás elől New Yorkba menekültek. Dolgozott a Harper’s Bazaarnak, és a New York Times női részlegébe írt, és szerkesztette azt. 1945-ben tért vissza családjával Franciaországba.